# Love (rzeźba)

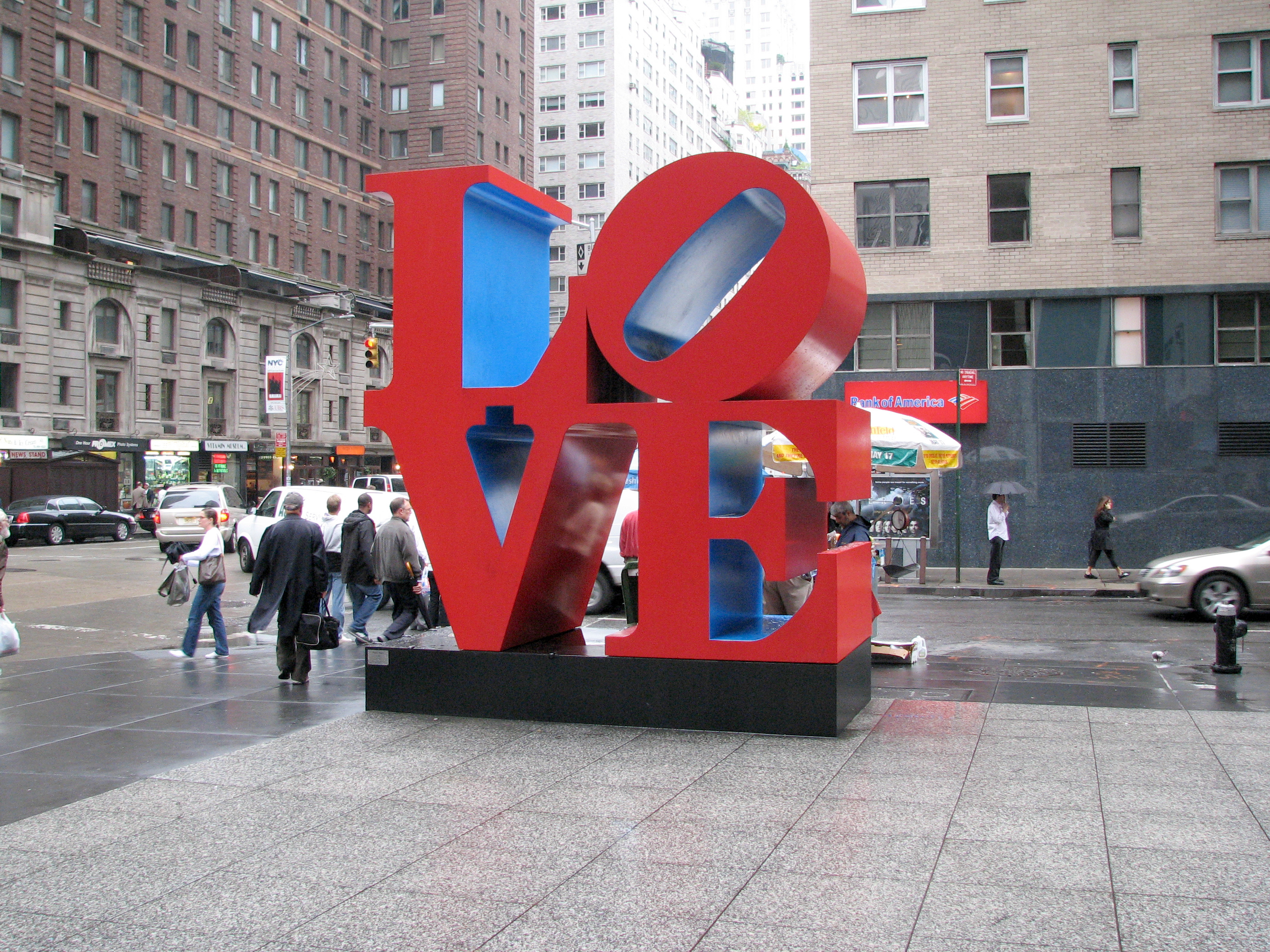
Rzeźba w Nowym Jorku

Love (ang. "love" – "miłość") – rzeźba amerykańskiego artysty Roberta Indiany.

## Historia
Projekt rzeźby Love powstał w 1964 jako bożonarodzeniowa pocztówka dla Muzeum Sztuki Współczesnej w Nowym Jorku. W 1970 po raz pierwszy wystawiono gotową, wykonaną ze stali, rzeźbę. Od 1975 stanowi ona stałą ekspozycję w Indianapolis Museum of Art. Charakterystyczny napis "love" z ustawioną pod kątem literą "o" stał się symbolem popkultury i był wielokrotnie reprodukowany i przetwarzany. Sama rzeźba doczekała się wielu reprodukcji, a nawet kilku wersji obcojęzycznych. W Galerii Vittorio Emanuele II w Mediolanie stoi rzeźba Amor, zaś w Ogrodzie Sztuki w jerozolimskim Muzeum Izraela eksponowane jest dzieło Ahava (hebr. אהבה).

## Odwołania w popkulturze
- okładka wydanej w 1970 powieści Ericha Segala Love Story odwoływała się do słynnego napisu
- w 1973 w Stanach Zjednoczonych wydano znaczek pocztowy przedstawiający rzeźbę
- graficzne parodie napisu pojawiły się na okładkach płyt Rage Against the Machine (Renegades) i Oasis (singel Little by Little)
- znak graficzny Love jest chętnie wykorzystywany przez członków subkultury skaterów; gdy w 2002 władze miejskie zakazały jazdy na deskorolce w filadelfijskim Love Parku, protestujący skaterzy wykorzystali motyw znany z rzeźby Roberta Indiany podczas akcji protestacyjnych[1].